# Az AS Roma 2016–2017-es szezonja
Ez a szócikk az AS Roma 2016–2017-es szezonjáról szól. A szezon 2016. augusztus 20-án kezdődött, és 2017. május 28-án ért véget.

## Játékoskeret
A teljes keret 2017. január 29-i szerint
| Mezszám       | Név                            | Nemzet  | Pozíció(k) | Szül. év (kor)                 | Honnan igazolt    | Igazolás | szerződés hossza | Mérk.   | Gól.    |
| Kapusok       | Kapusok                        | Kapusok | Kapusok    | Kapusok                        | Kapusok           | Kapusok  | Kapusok          | Kapusok | Kapusok |
| ------------- | ------------------------------ | ------- | ---------- | ------------------------------ | ----------------- | -------- | ---------------- | ------- | ------- |
| 1             | Wojciech Szczęsny              | POL     | K          | 1990. április 18. (35 éves)    | Arsenal           | 2015     | 2017             | 56      | 0       |
| 18            | Bogdan Lobonț                  | ROU     | K          | 1978. január 18. (47 éves)     | Dinamo București  | 2009     | 2018             | 22      | 0       |
| 19            | Alisson                        | BRA     | K          | 1992. február 10. (33 éves)    | Internacional     | 2016     | 2021             | 0       | 0       |
| Védők         |                                |         |            |                                |                   |          |                  |         |         |
| 2             | Antonio Rüdiger                | GER     | V          | 1993. március 3. (32 éves)     | Stuttgart         | 2015     | 2020             | 42      | 2       |
| 3             | Juan Jesus                     | BRA     | V          | 1991. június 10. (33 éves)     | Internazionale    | 2016     | 2017             | 11      | 0       |
| 13            | Bruno Peres                    | BRA     | V          | 1990. március 1. (35 éves)     | Torino            | 2016     | 2017             | 19      | 1       |
| 15            | Thomas Vermaelen               | BEL     | V          | 1985. november 14. (39 éves)   | Barcelona         | 2016     | 2017             | 6       | 0       |
| 20            | Federico Fazio                 | ARG     | V          | 1987. március 17. (38 éves)    | Tottenham Hotspur | 2016     | 2017             | 21      | 0       |
| 21            | Mário Rui                      | POR     | V          | 1991. május 17. (33 éves)      | Empoli            | 2016     | 2017             | 0       | 0       |
| 33            | Emerson                        | BRA     | V          | 1994. március 13. (31 éves)    | Santos            | 2015     | 2017             | 23      | 1       |
| 44            | Kósztasz Manolász              | GRE     | V          | 1991. június 14. (33 éves)     | Olympiacos        | 2014     | 2019             | 85      | 2       |
| Középpályások |                                |         |            |                                |                   |          |                  |         |         |
| 4             | Radja Nainggolan               | BEL     | KP         | 1989. május 4. (36 éves)       | Cagliari          | 2014     | 2020             | 91      | 16      |
| 5             | Leandro Paredes                | ARG     | KP         | 1994. június 29. (30 éves)     | Boca Juniors      | 2014     | 2019             | 25      | 2       |
| 6             | Kevin Strootman                | NED     | KP         | 1990. február 13. (35 éves)    | PSV Eindhoven     | 2013     | 2018             | 56      | 7       |
| 7             | Clément Grenier                | FRA     | KP         | 1991. január 7. (34 éves)      | Lyon              | 2017     | 2017             | 0       | 0       |
| 16            | Daniele De Rossi (helyettes-C) | ITA     | KP         | 1983. július 24. (41 éves)     | Roma Primavera    | 2000     | 2017             | 406     | 37      |
| 24            | Alessandro Florenzi            | ITA     | KP         | 1991. március 11. (34 éves)    | Roma Primavera    | 2011     | 2019             | 151     | 21      |
| 30            | Gerson                         | BRA     | KP         | 1997. május 20. (27 éves)      | Fluminense        | 2016     | 2021             | 4       | 0       |
| Csatárok      |                                |         |            |                                |                   |          |                  |         |         |
| 8             | Diego Perotti                  | ARG     | CS         | 1988. július 26. (36 éves)     | Genoa             | 2016     | 2019             | 33      | 9       |
| 9             | Edin Džeko                     | BIH     | CS         | 1986. március 17. (39 éves)    | Manchester City   | 2015     | 2020             | 53      | 23      |
| 10            | Francesco Totti (C)            | ITA     | CS         | 1976. szeptember 27. (48 éves) | Roma Primavera    | 1992     | 2017             | 610     | 250     |
| 11            | Mohamed Szaláh                 | EGY     | CS         | 1992. június 15. (32 éves)     | Chelsea           | 2015     | 2019             | 50      | 22      |
| 92            | Stephan El Shaarawy            | ITA     | CS         | 1992. október 27. (32 éves)    | Milan             | 2016     | 2020             | 36      | 11      |

## Tabella
| #   | Csapat                | M  | GY | D  | V  | G+ – G– | GK  | P  | Megjegyzések       |
| --- | --------------------- | -- | -- | -- | -- | ------- | --- | -- | ------------------ |
| 1.  | Juventus CV (B)       | 38 | 29 | 4  | 5  | 77–27   | +50 | 91 | BL-csoportkör      |
| 2.  | AS Roma               | 38 | 28 | 3  | 7  | 90–38   | +52 | 87 | BL-csoportkör      |
| 3.  | SSC Napoli            | 38 | 26 | 8  | 4  | 94–39   | +55 | 86 | BL–rájátszás       |
| 4.  | Atalanta              | 38 | 21 | 9  | 8  | 62–41   | +21 | 72 | EL–rájátszás       |
| 5.  | SS Lazio              | 38 | 21 | 7  | 10 | 74–51   | +23 | 70 | EL–csoportkör      |
| 6.  | AC Milan              | 38 | 18 | 9  | 11 | 57–45   | +12 | 63 | EL–3. selejtezőkör |
| 7.  | Internazionale Milano | 38 | 19 | 5  | 14 | 72–49   | +23 | 62 |                    |
| 8.  | Fiorentina            | 38 | 16 | 12 | 10 | 63–57   | +6  | 60 |                    |
| 9.  | Torino                | 38 | 13 | 14 | 11 | 71–66   | +5  | 53 |                    |
| 10. | Sampdoria             | 38 | 12 | 12 | 14 | 49–55   | −6  | 48 |                    |
| 11. | Cagliari Ú            | 38 | 14 | 5  | 19 | 55–76   | −21 | 47 |                    |
| 12. | Sassuolo              | 38 | 13 | 7  | 18 | 58–63   | −5  | 46 |                    |
| 13. | Udinese               | 38 | 12 | 9  | 17 | 47–56   | −9  | 45 |                    |
| 14. | ChievoVerona          | 38 | 12 | 7  | 19 | 43–61   | −18 | 43 |                    |
| 15. | Bologna               | 38 | 11 | 8  | 19 | 40–58   | −18 | 41 |                    |
| 16. | Genoa CFC             | 38 | 9  | 9  | 20 | 38–64   | −26 | 36 |                    |
| 17. | Crotone Ú             | 38 | 9  | 7  | 22 | 34–58   | −24 | 34 |                    |
| 18. | Empoli (K)            | 38 | 8  | 8  | 22 | 29–61   | −32 | 32 | Serie B            |
| 19. | Palermo (K)           | 38 | 6  | 8  | 24 | 33–77   | −44 | 26 | Serie B            |
| 20. | Delfino Pescara Ú (K) | 38 | 3  | 9  | 26 | 37–81   | −44 | 18 | Serie B            |

Utolsó frissítés: 2017. május 28. 
Forrás: worldfootball.net 
A rangsorolás alapszabályai: 1. összpontszám, 2. egymás elleni eredmények összpontszáma, 3. egymás elleni eredmények gólkülönbsége, 4. egymás elleni eredmények szerzett góljainak száma, 5. gólkülönbség, 6. szerzett gólok száma.
(B): Bajnokcsapat, (K): Kieső csapat, (F): Feljutó csapat, (I): Kupainduló, (R): A rájátszás győztese, (KGY): Kupagyőztes

## Serie A
| 2016. augusztus 20. 18:00 1. forduló |

| Roma                                        | 4–0         | Udinese |
| ------------------------------------------- | ----------- | ------- |
| Perotti 65' (11-esből) Džeko 82' Szaláh 84' | Jegyzőkönyv |         |

| Olimpiai Stadion, Róma Nézőszám: 30,940 Játékvezető: = Marco Di Bello (olasz) |

| 2016. augusztus 28. 20:45 2. forduló |

| Cagliari                                             | 2–2         | Roma                                             |
| ---------------------------------------------------- | ----------- | ------------------------------------------------ |
| Isla 21' Murru 23' Salamon 39' Borriello 56' Sau 87' | Jegyzőkönyv | Perotti 6' (11-esből) Florenzi 45' Strootman 46' |

| Stadio Sant'Elia, Cagliari Nézőszám: 15,406 Játékvezető: Paolo Mazzoleni (olasz) |

| 2016. szeptember 11. 15:00 3. forduló |

| Roma                                                                          | 3–2         | Sampdoria                                                 |
| ----------------------------------------------------------------------------- | ----------- | --------------------------------------------------------- |
| Szaláh 8' Džeko 61' De Rossi 70' Juan Jesus 78' Totti 90+3' (11-esből), 90+4' | Jegyzőkönyv | Muriel 18' Quagliarella 41' Sala 63' Álvarez 90+3′, 90+3′ |

| Olimpiai Stadion, Róma Játékvezető: Piero Giacomelli (olasz) |

| 2016. szeptember 18. 20:45 4. forduló |

| Fiorentina             | 1–0         | Roma         |
| ---------------------- | ----------- | ------------ |
| Sánchez 31' Badelj 82' | Jegyzőkönyv | Florenzi 63' |

| Stadio Artemio Franchi, Florence Nézőszám: 27,359 Játékvezető: Nicola Rizzoli (olasz) |

| 2016. szeptember 21. 20:45 5. forduló |

| Roma                                 | 4–0         | Crotone    |
| ------------------------------------ | ----------- | ---------- |
| El Shaarawy 26' Szaláh 37' Džeko 48' | Jegyzőkönyv | Nalini 50' |

| Olimpiai Stadion, Róma Nézőszám: 24,325 Játékvezető: Carmine Russo (olasz) |

| 2016. szeptember 25. 12:30 6. forduló |

| Torino                                    | 3–1 | Roma                                                                 |
| ----------------------------------------- | --- | -------------------------------------------------------------------- |
| Belotti 8' Falque 53' (11-esből) Hart 79' |     | De Rossi 12' Totti 55' (11-esből) Peres 56' Florenzi 69' Manolas 86' |

| Stadio Olimpico Grande Torino, Torino Nézőszám: 19,275 |

| 2016. október 2. 20:45 7. forduló |

| Roma                               | 2–1                | Internazionale                    |
| ---------------------------------- | ------------------ | --------------------------------- |
| Džeko 5' Juan Jesus 64' Icardi 76' | Report Jegyzőkönyv | Santon 24' Ansaldi 36' Banega 72' |

| Olimpiai Stadion, Róma Nézőszám: 36,340 Játékvezető: Luca Banti (olasz) |

| 2016. október 15. 15:00 8. forduló |

| Napoli                              | 1–3         | Roma                                                   |
| ----------------------------------- | ----------- | ------------------------------------------------------ |
| Mertens 53' Koulibaly 58' Allan 85' | Jegyzőkönyv | Džeko 43', 83' Paredes 45+1' Juan Jesus 50' Szaláh 85' |

| Stadio San Paolo, Naples Nézőszám: 46,078 Játékvezető: Daniele Orsato (olasz) |

| 2016. október 23. 20:45 9. forduló |

| Roma                                                                             | 4–1         | Palermo                               |
| -------------------------------------------------------------------------------- | ----------- | ------------------------------------- |
| Manolas 27' Szaláh 31', 84' Juan Jesus 36' Paredes 51' Džeko 68' El Shaarawy 82' | Jegyzőkönyv | Goldaniga 35' Chochev 39' Quaison 80' |

| Olimpiai Stadion, Róma Nézőszám: 25,820 Játékvezető: Gianpaolo Calvarese (olasz) |

| 2016. október 26. 20:45 10. forduló |

| Sassuolo                                               | 1–3         | Roma                     |
| ------------------------------------------------------ | ----------- | ------------------------ |
| Cannavaro 12' Mazzitelli 30' Pellegrini 72' Lirola 75' | Jegyzőkönyv | Džeko 57' Nainggolan 78' |

| Mapei Stadium – Città del Tricolore, Reggio Emilia |

| 2016. október 30. 15:00 11. forduló |

| Empoli                                                                  | 0–0         | Roma                                  |
| ----------------------------------------------------------------------- | ----------- | ------------------------------------- |
| Veseli 11' Bellusci 18' Pasqual 35' Dioussé 62' Gilardino 67' Tello 76' | Jegyzőkönyv | Manolas 30' De Rossi 68' Szaláh 90+3' |

| Stadio Carlo Castellani, Empoli Nézőszám: 11,671 Játékvezető: Marco Di Bello (olasz) |

| 2016. november 6. 20:45 12. forduló |

| Roma                   | 3–0         | Bologna |
| ---------------------- | ----------- | ------- |
| Szaláh 13' Paredes 64' | Jegyzőkönyv |         |

| Olimpiai Stadion, Róma Nézőszám: 24,600 Játékvezető: Piero Giacomelli (olasz) |

| 2016 november 20. 15:00 13. forduló |

| Atalanta                                    | 2–1         | Roma |
| ------------------------------------------- | ----------- | ---- |
| Tolói 40' Caldara 62' Kessié 90' (11-esből) | Jegyzőkönyv |      |

| Stadio Atleti Azzurri d'Italia, Bergamo Nézőszám: 19,154 Játékvezető: Gianluca Rocchi (olasz) |

| 2016. november 27. 20:45 14. forduló |

| Roma                                                                   | 3–2 | Pescara                                               |
| ---------------------------------------------------------------------- | --- | ----------------------------------------------------- |
| Džeko 7' Rüdiger 32' Nainggolan 39' Emerson 62' Perotti 71' (11-esből) |     | Biraghi 31' Memushaj 60' Župarić 67' Caprari 74', 82' |

| Róma Nézőszám: 23,633 Játékvezető: Massimiliano Irrati (olasz) |

| 2016. december 4. 15:00 15. forduló |

| Lazio | 0–2         | Roma                                                    |
| ----- | ----------- | ------------------------------------------------------- |
|       | Jegyzőkönyv | Rüdiger 51' Strootman 64', 67' Nainggolan 77' Peres 84' |

| Olimpiai Stadion, Róma Nézőszám: 40,000 Játékvezető: Luca Banti (olasz) |

| 2016. december 12. 21:00 16. forduló |

| Roma                       | 1–0         | Milan |
| -------------------------- | ----------- | ----- |
| Nainggolan 62' Rüdiger 84' | Jegyzőkönyv |       |

| Olimpiai Stadion, Róma Játékvezető: Paolo Mazzoleni (olasz) |

| 2016. december 17. 20:45 17. forduló |

| Juventus                                       | 1–0         | Roma |
| ---------------------------------------------- | ----------- | ---- |
| Higuaín 14' Rugani 26' Alex Sandro Sturaro 26' | Jegyzőkönyv |      |

| Juventus Stadion, Torino Nézőszám: 41,470 Játékvezető: Daniele Orsato (olasz) |

| 2016 december 22. 20:45 18. forduló |

| Roma                                                 | 3–1         | Chievo                                |
| ---------------------------------------------------- | ----------- | ------------------------------------- |
| El Shaarawy 45+1' Džeko 52' Perotti 90+3' (11-esből) | Jegyzőkönyv | De Guzmán 37' Dainelli 45' Rigoni 88' |

| Olimpiai Stadion, Róma Nézőszám: 25,058 Játékvezető: Gianpaolo Calvarese (olasz) |

| 2017. január 8. 15:00 19. forduló |

| Genoa | 0–1         | Roma |
| ----- | ----------- | ---- |
|       | Jegyzőkönyv |      |

| Stadio Luigi Ferraris, Genova Nézőszám: 21,289 Játékvezető: Nicola Rizzoli (olasz) |

| 2017 január 15. 15:00 20. forduló |

| Udinese               | 0–1 | Roma |
| --------------------- | --- | ---- |
| Felipe 75' Fofana 77' |     |      |

| Stadio Friuli Nézőszám: 16,825 |

| 2017 január 22. 20:45 21. forduló |

| Roma                  | 1–0         | Cagliari |
| --------------------- | ----------- | -------- |
| Džeko 55' Manolas 87' | Jegyzőkönyv |          |

| Olimpiai Stadion Nézőszám: 23,961 Játékvezető: Marco Guida (olasz) |

| 2017. január 29. 15:00 22. forduló |

| Sampdoria                                                 | 3–2         | Roma                                                     |
| --------------------------------------------------------- | ----------- | -------------------------------------------------------- |
| Praet 21' Torreira 26' Puggioni 60' Schick 71' Muriel 73' | Jegyzőkönyv | Peres 5' Vermaelen 51' Džeko 66' Rüdiger 72' Totti 90+1' |

| Stadio Luigi Ferraris, Genova Nézőszám: 19,799 Játékvezető: Paolo Mazzoleni (olasz) |

| 2017. február 7. 20:45 23. forduló |

| Roma                                                          | 4–0         | Fiorentina                         |
| ------------------------------------------------------------- | ----------- | ---------------------------------- |
| Strootman 18' Džeko 39' De Rossi 56' Fazio 58' Nainggolan 75' | Jegyzőkönyv | Sánchez 35' Valero 41' Gonzalo 57' |

| Olimpiai Stadion, Róma Játékvezető: Massimiliano Irrati (olasz) |

| 2017 február 12. |

| Crotone | 0 – 2 | Roma                        |
| ------- | ----- | --------------------------- |
|         |       | Nainggolan 40' E. Džeko 77' |

| Stadio Ezio Scida, Crotone Játékvezető: Carmine Russo (olasz) |

| 2017. február 19. 18:00 |

| Roma                                                 | – | Torino                            |
| ---------------------------------------------------- | - | --------------------------------- |
| E. Džeko 10' Szaláh 17' Paredes 65' Nainggolan 90+1' |   | Lukić 56' Benassi 61' M.López 84' |

| Olimpiai Stadion, Róma Játékvezető: Marco Guida (olasz) |

| 2017. február 26. 20:45 |

| Internazionale                    | 1 – 3       | Roma                                                             |
| --------------------------------- | ----------- | ---------------------------------------------------------------- |
| Perišić 6' Icardi 81' Murillo 83' | Jegyzőkönyv | Nainggolan 12' 56' De Rossi 40' Fazio 83' Perotti 85' (11-esből) |

| Giuseppe Meazza Stadion, Milánó Játékvezető: Paolo Tagliavento (olasz) |

| 2017. március 4. 15:00 |

| Roma                                                 | 1 – 2       | Napoli                              |
| ---------------------------------------------------- | ----------- | ----------------------------------- |
| Manolas 45' De Rossi 65' Strootman 89' Perotti 90+4' | Jegyzőkönyv | Rog 17' Mertens 26' 50' Ghoulam 83' |

| Olimpiai Stadion Játékvezető: Luca Banti (olasz) |

| 2017. március 12. 20:45 |

| Palermo                      | 0–3 | Roma                                                                 |
| ---------------------------- | --- | -------------------------------------------------------------------- |
| Bruno Henrique 18' Gazzi 67' |     | Peres 15' 90+1' El Shaarawy 22' Paredes 54' Grenier 61' E. Džeko 76' |

| Stadio Renzo Barbera, Palermo Nézőszám: 12,961 Játékvezető: Gianluca Rocchi (olasz) |

| 2017. március 19. 20:45 |

| Roma                                               | 3–1         | Sassuolo                             |
| -------------------------------------------------- | ----------- | ------------------------------------ |
| Paredes 16' Szaláh 45+2' Džeko 68' Strootman 90+4' | Jegyzőkönyv | Defrel 9' Letschert 37' Peluso 90+3' |

| Olimpiai Stadion, Róma Nézőszám: 25,477 Játékvezető: Marco Di Bello (olasz) |

| 2017. április 1. 20:45 |

| Roma          | 2–0         | Empoli     |
| ------------- | ----------- | ---------- |
| Džeko 12' 56' | Jegyzőkönyv | Krunić 43' |

| Olimpiai Stadion, Róma Nézőszám: 31,946 Játékvezető: Davide Massa (olasz) |

| 2017. április 9. 15:00 |

| Bologna                               | 0–3         | Roma                                                      |
| ------------------------------------- | ----------- | --------------------------------------------------------- |
| Maietta 69' Džemaili 75' Petković 84' | Jegyzőkönyv | Fazio 25' Manolász 38' Szaláh 41' Strootman 69' Džeko 75' |

| Stadio Renato Dall'Ara, Bologna Nézőszám: 22,947 Játékvezető: Antonio Damato (olasz) |

| 2017. április 15. 15:00 |

| Roma                                        | 1–1         | Atalanta                                |
| ------------------------------------------- | ----------- | --------------------------------------- |
| Džeko 50' Mário Rui 72' Antonio Rüdiger 87' | Jegyzőkönyv | Kurtić 22' 23' Hateboer 42' Gollini 70' |

| Olimpiai Stadion, Róma Nézőszám: 34,546 Játékvezető: Piero Giacomelli (olasz) |

| 2017. április 24. 20:45 |

| Pescara                            | 1–4         | Roma                                        |
| ---------------------------------- | ----------- | ------------------------------------------- |
| Biraghi 37' Muntari 40' Benali 83' | Jegyzőkönyv | Strootman 45' Nainggolan 45' Szaláh 48' 60' |

| Stadio Adriatico – Giovanni Cornacchia, Pescara Nézőszám: 15,368 Játékvezető: Massimiliano Irrati (olasz) |

| 2017. április 30. 12:30 |

| Roma                                  | 1–3         | Lazio                                                         |
| ------------------------------------- | ----------- | ------------------------------------------------------------- |
| De Rossi 45' (11-esből) Rüdiger 90+3′ | Jegyzőkönyv | Keita 12' 85' 87' Biglia 45' Basta 50' Hoedt 81' Parolo 90+3' |

| Olimpiai Stadion, Róma Nézőszám: 43,794 Játékvezető: Daniele Orsato (olasz) |

| 2017. május 7. 20:45 |

| Milan | –           | Roma |
| ----- | ----------- | ---- |
|       | Jegyzőkönyv |      |

| San Siro, Milánó |

| 2017. május 14. 20:45 |

| Roma | –           | Juventus |
| ---- | ----------- | -------- |
|      | Jegyzőkönyv |          |

| Olimpiai Stadion, Róma |

|  |

| Chievo | –           | Roma |
| ------ | ----------- | ---- |
|        | Jegyzőkönyv |      |

| Marcantonio Bentegodi Stadion, Verona |

|  |

| Roma | –           | Genoa |
| ---- | ----------- | ----- |
|      | Jegyzőkönyv |       |

| Olimpiai Stadion, Róma |

## Coppa Italia
| 2017. január 19. 21:00 |

| Roma                                     | 4–0         | Sampdoria |
| ---------------------------------------- | ----------- | --------- |
| Nainggolan 39' Džeko 47' El Shaarawy 61' | Jegyzőkönyv |           |

| Olimpiai Stadion, Róma Nézőszám: 33,507 Játékvezető: Gianpaolo Calvarese (olasz) |

| 2017. február 1. 20:45 |

| Roma                                           | 2–1         | Cesena                                      |
| ---------------------------------------------- | ----------- | ------------------------------------------- |
| Džeko 68' Manolas 90+2' Totti 90+7' (11-esből) | Jegyzőkönyv | Laribi 43' Garritano 69', 73' Rodríguez 84' |

| Olimpiai Stadion, Róma Nézőszám: 26,204 Játékvezető: Fabio Maresca (olasz) |

| 2017. március 1. |

| Roma | – | Lazio |
| ---- | - | ----- |
|      |   |       |

| Olimpiai Stadion, Róma |

| 2017. április 5. |

| Lazio | – | Roma |
| ----- | - | ---- |
|       |   |      |

| Olimpiai Stadion, Róma |

## Bajnokok Ligája

### Rájátszás
| 17 August 2016. augusztus 17. 20:45 |

| Porto                                                    | 1–1         | Roma                                                                               |
| -------------------------------------------------------- | ----------- | ---------------------------------------------------------------------------------- |
| André Silva 61' (11-esből) André André 63' Pereira 90+5' | Jegyzőkönyv | Manolas 14' Felipe 21' Vermaelen 28′, 41′ Strootman 56' Emerson 60' De Rossi 90+5' |

| Estádio do Dragão, Porto, Portugália Nézőszám: 46,310 Játékvezető: Björn Kuipers (holland) |

| 2016. augusztus 23. 20:45 |

| Roma                                | 0–3         | Porto |
| ----------------------------------- | ----------- | ----- |
| De Rossi 39′ Emerson 50′ Gerson 90' | Jegyzőkönyv |       |

| Olimpiai Stadion, Róma, Olaszország Játékvezető: Szymon Marciniak (lengyel) |

## Európa-liga

### Egyenes kieséses szakasz
| 2017. február 16. 21:05 Első mérkőzés |

| Villarreal | 0–4         | Roma                          |
| ---------- | ----------- | ----------------------------- |
|            | Jegyzőkönyv | Emerson 32' Džeko 65' 79' 86' |

| Estadio El Madrigal, Villarreal, Spanyolország Játékvezető: Danny Makkelie (holland) |

| 2017. február 23. 19:00 |

| AS Roma | 0–1               | Villarreal CF |
| ------- | ----------------- | ------------- |
|         | (0–1) Jegyzőkönyv | Borré 15'     |

| Stadio Olimpico, Róma Játékvezető: Felix Zwayer (német) |

| 2017. március 9. |

| Olympique Lyonnais | – | AS Roma |
| ------------------ | - | ------- |
|                    |   |         |

| Stade de Gerland, Lyon |

| 2017. március 16. |

| AS Roma | – | Olympique Lyonnais |
| ------- | - | ------------------ |
|         |   |                    |

| Stadio Olimpico, Róma |